# Mikkel Kaufmann
Mikkel Kaufmann (Hjørring, 3 januari 2001) is een Deens voetballer, die doorgaans speelt als spits. Hij verruilde FC Kopenhagen in juli 2023 voor Union Berlin.

## Clubcarrière
Kaufmann stroomde door vanuit de jeugd van Aalborg BK. In het seizoen 2018/19 maakte hij de overstap naar het eerste elftal. Kaufmann maakte op 6 augustus 2018 zijn debuut in de Superligaen, in een uitwedstrijd tegen Vendsyssel FF. Hij verving toen drie minuten voor tijd Wessam Abou Ali. Aalborg won met 0–1., Kaufmann ontwikkelde zich in de eerste helft van het seizoen 2019/20 tot basisspeler. Hij werd op 24 januari 2020 overgenomen door FC Kopenhagen. Ook hier was hij in het begin basisspeler, maar in 2020/21 hoofdzakelijk invaller. Kopenhagen verhuurde Kaufmann gedurende het seizoen 2021/22 aan Hamburger SV en in 2022/23 aan Karlsruher SC. Beide teams waren in die tijd actief in de 2. Bundesliga. Nadat Kaufmann in Hamburg maar twee keer aan de aftrap stond, mocht hij bij Karlsruhe achttien keer aan een wedstrijd beginnen. Kopenhagen verkocht hem in juli 2023 definitief aan Union Berlin, de nummer vier van de Bundesliga in het voorgaande seizoen.

## Clubstatistieken
| Seizoen | Club            | Competitie    | Competitie | Competitie | Beker | Beker | Internationaal | Internationaal | Totaal | Totaal |
| Seizoen | Club            | Competitie    | Wed.       | Dlp.       | Wed.  | Dlp.  | Wed.           | Dlp.           | Wed.   | Dlp.   |
| ------- | --------------- | ------------- | ---------- | ---------- | ----- | ----- | -------------- | -------------- | ------ | ------ |
| 2018/19 | Aalborg BK      | Superligaen   | 8          | 1          | 1     | 0     | —              | —              | 9      | 1      |
| 2019/20 | Aalborg BK      | Superligaen   | 17         | 7          | 0     | 0     | —              | —              | 17     | 7      |
| 2019/20 | FC Kopenhagen   | Superligaen   | 15         | 1          | 0     | 0     | 5              | 0              | 20     | 1      |
| 2020/21 | FC Kopenhagen   | Superligaen   | 15         | 1          | 0     | 0     | 2              | 0              | 17     | 1      |
| 2021/22 | → Hamburger SV  | 2. Bundesliga | 26         | 2          | 4     | 0     | —              | —              | 30     | 2      |
| 2022/23 | → Karlsruher SC | 2. Bundesliga | 30         | 10         | 2     | 0     | —              | —              | 32     | 10     |
| 2023/24 | Union Berlin    | Bundesliga    | 0          | 0          | 0     | 0     | 0              | 0              | 0      | 0      |
| Totaal  | Totaal          | Totaal        | 111        | 22         | 7     | 0     | 7              | 0              | 125    | 22     |

Bijgewerkt op 9 juli 2023

## Interlandcarrière
Kaufmann doorliep alle Deense nationale jeugdploegen van Denemarken onder 17 tot en met onder 21. Hij nam met Denemarken onder 17 deel aan het EK –17 van 2018